# Giải quần vợt Wimbledon 2022 - Đôi nữ khách mời
Cara Black và Martina Navratilova là đương kim vô địch, nhưng cả hai chọn không tham dự.
Kim Clijsters và Martina Hingis là nhà vô địch, đánh bại Daniela Hantuchová và Laura Robson trong trận chung kết, 6–4, 6–2.

## Kết quả

### Từ viết tắt
| - Q = Vòng loại - WC = Đặc cách - LL = Thua cuộc may mắn - Alt = Thay thế - SE = Miễn đặc biệt | - PR = Bảo toàn thứ hạng - w/o = Thắng nhờ đối thủ rút lui trước trận đấu - r = Bỏ cuộc giữa trận đấu - d = Bị xử thua - SR = Xếp hạng đặc biệt |

### Chung kết
|  | Chung kết |                                 |   |   |  |  |
|  |           |                                 |   |   |  |  |
|  | A1        | Kim Clijsters Martina Hingis    | 6 | 6 |  |  |
|  | B2        | Daniela Hantuchová Laura Robson | 4 | 2 |  |  |

### Bảng A
|    |                                    | Clijsters Hingis | Dechy Schett | Grönefeld Šprem       | King Shvedova         | RR T–B | Set T–B | Game T–B | Xếp hạng |
| A1 | Kim Clijsters Martina Hingis       |                  | 6–0, 6–3     | 6–1, 6–3              | 6–4, 6–1              | 3–0    | 6–0     | 36–12    | 1        |
| A2 | Nathalie Dechy Barbara Schett      | 0–6, 3–6         |              | 4–6, 3–6              | 2–6, 4–6              | 0–3    | 0–6     | 16–36    | 4        |
| A3 | Anna-Lena Grönefeld Karolina Šprem | 1–6, 3–6         | 6–4, 6–3     |                       | 6–3, 6–7(4–7), [7–10] | 1–2    | 3–4     | 28–30    | 3        |
| A4 | Vania King Yaroslava Shvedova      | 4–6, 1–6         | 6–2, 6–4     | 3–6, 7–6(7–4), [10–7] |                       | 2–1    | 4–3     | 28–30    | 2        |

### Bảng B
|    |                                     | Dellacqua Molik       | Hantuchová Robson | Janković Radwańska | Pennetta Schiavone    | RR T–B | Set T–B | Game T–B | Xếp hạng |
| B1 | Casey Dellacqua Alicia Molik        |                       | 3–6, 5–7          | 2–6, 2–6           | 7–6(7–3), 3–6, [5–10] | 0–3    | 1–6     | 22–38    | 4        |
| B2 | Daniela Hantuchová Laura Robson     | 6–3, 7–5              |                   | 6–4, 6–2           | 5–7, 5–7              | 2–1    | 4–2     | 35–28    | 1        |
| B3 | Jelena Janković Agnieszka Radwańska | 6–2, 6–2              | 4–6, 2–6          |                    | 6–4, 6–3              | 2–1    | 4–2     | 30–23    | 2        |
| B4 | Flavia Pennetta Francesca Schiavone | 6–7(3–7), 6–3, [10–5] | 7–5, 7–5          | 4–6, 3–6           |                       | 2–1    | 4–3     | 34–32    | 3        |